# 佐藤道大
佐藤 道大（さとう みちお、1983年1月 - ）は、日本の農芸化学者（天然物化学・生物有機化学）。学位は博士（農学）（北海道大学・2011年）。静岡県立大学薬学部講師・大学院薬学研究院講師。
独立行政法人日本学術振興会特別研究員、カリフォルニア大学バークレー校博士研究員、カリフォルニア大学ロサンゼルス校博士研究員、静岡県立大学薬学部助教などを歴任した。

## 概要
天然物化学、生物有機化学を専攻する農芸化学者である。生体内におけるambimodal反応の実在性を世界で初めて証明した共同研究に参画していたことで知られている。日本学術振興会の特別研究員を経て、カリフォルニア大学バークレー校やロサンゼルス校で研究に従事し、静岡県立大学で教鞭を執った。

## 来歴

### 生い立ち
1983年（昭和58年）1月に生まれた。国が設置・運営する北海道大学に進学し、農学部の生物機能化学科にて学んだ。2006年（平成18年）3月、北海道大学を卒業した。それに伴い、学士（農学）の学位を取得した。さらに北海道大学の大学院に進学した。北海道大学の大学院には研究院・学院制が導入されており、大学院の教育部門である農学院にて学んだ。「植物における緊縮応答シグナル伝達物質ppGppの機能解析」と題した博士論文を執筆した。2011年（平成23年）3月、北海道大学の大学院における博士後期課程を修了した。それに伴い、博士（農学）の学位を取得した。

### 農芸化学者として
文部科学省の独立行政法人である日本学術振興会により、2011年（平成23年）4月から2012年（平成24年）3月まで特別研究員に選任されていた。また、県と同名の公立大学法人により設置・運営される静岡県立大学にて、2011年（平成23年）4月より客員共同研究員を兼任していた。2012年（平成24年）4月からは静岡県立大学の特任助教となった。その後、アメリカ合衆国に渡り、2014年（平成26年）8月よりカリフォルニア大学のバークレー校にて博士研究員として勤務した。2015年（平成27年）8月からは同じくカリフォルニア大学のロサンゼルス校にて博士研究員として勤務した。日本に帰国後は、2017年（平成29年）4月より静岡県立大学の薬学部にて助教を務めた。2017年（平成29年）11月には、静岡県立大学の薬学部にて講師に昇任した。薬学部においては、六年制の薬学科の講義を主として担当し、渡辺賢二、長田裕之、岸本真治らとともに生薬学分野を受け持った。また、静岡県立大学の大学院においては、研究部門である薬学研究院の講師を兼務していた。大学院には研究院・学府制が導入されていることから、教育部門である薬食生命科学総合学府の講義を主として担当し、生薬学教室を受け持っていた。

## 研究
専門は農芸化学であり、天然物化学や生物有機化学といった分野の研究に従事していた。具体的には、有用な天然物の生合成について研究しており、その機構の解明に取り組んでいた。また、ケンドール・ハック、イー・タン、渡辺賢二、大橋雅生らとともに、アスペルギルス属が生産するレポリンCの生合成について共同研究したことでも知られている。酵素がディールス・アルダー反応とヘテロ・ディールス・アルダー反応を制御せず、酵素LepIがディールス・アルダー反応の生成物を基質としレトロクライゼン転位を触媒する経路が生じることで、ヘテロ・ディールス・アルダー反応にて与える生成物と同一の生成物を与えることを明らかにした。この研究により、生体内におけるambimodal反応の実在性が世界で初めて証明された。
なお、「糸状菌由来二次代謝産物における[4+2-]環化付加反応に関する研究」での業績が評価され、2016年（平成28年）に日本薬学会の生薬天然物部会により奨励研究に選定された。また、「酵素的[4+2]環化付加反応の分子機構の解明」での業績が評価され、2021年（令和3年）3月に日本農芸化学会から農芸化学奨励賞が授与された。
学術団体としては、日本農芸化学会、日本薬学会、日本生薬学会、などに所属していた。

## 略歴
- 1983年 - 誕生[5]。
- 2006年 - 北海道大学農学部卒業[6]。
- 2011年 - 北海道大学大学院農学院博士後期課程修了[6]。
- 2011年 - 日本学術振興会特別研究員[3]。
- 2011年 - 静岡県立大学客員共同研究員[4]。
- 2012年 - 静岡県立大学特任助教[4]。
- 2014年 - カリフォルニア大学バークレー校博士研究員[4]。
- 2015年 - カリフォルニア大学ロサンゼルス校博士研究員[4]。
- 2017年 - 静岡県立大学薬学部助教[4]。
- 2017年 - 静岡県立大学大学院薬学研究院助教。
- 2017年 - 静岡県立大学薬学部講師[4]。
- 2017年 - 静岡県立大学大学院薬学研究院講師。

## 賞歴
- 2016年 - 日本薬学会生薬天然物部会奨励研究[15]。
- 2021年 - 農芸化学奨励賞[3]。

### 註釈
1. ↑  北海道大学農学部は、学士（農学）の学位を授与している[7]。

## 関連人物
- 長田裕之 (農芸化学者)
- 岸本真治
- 渡辺賢二